# Alsterwanderweg

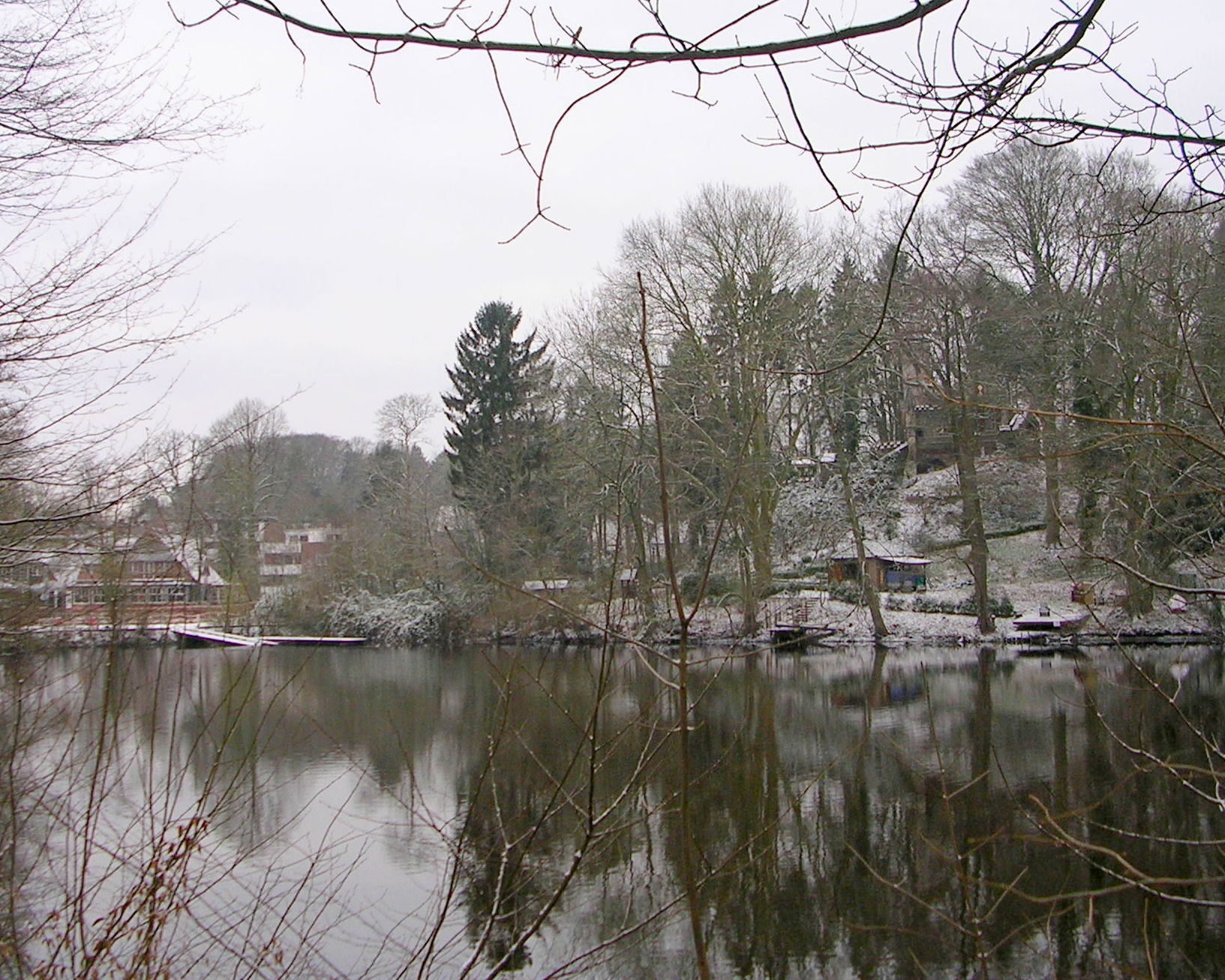
Alster oberhalb der Poppenbütteler Schleuse mit ehemaligem Schleusenwärterhaus und Burgruine Henneberg, beide Kulturdenkmäler

Der Alsterwanderweg erstreckt sich entlang des Flusses Alster und des Alstersees von seiner Quelle in Schleswig-Holstein bis zur Mündung in die Elbe in Hamburg. Er ist zwischen Hamburg-Duvenstedt und der Krugkoppelbrücke am Beginn der Außenalster ein Teil des Norddeutschen Jakobsweges, der Via Baltica.

## Beschreibung
Der Wanderweg ist durch den Hamburger Wanderverein e. V. mit gelben Richtungspfeilen an Bäumen und Steinen, teilweise auch mit Schildern, markiert. Die Gesamtlänge von Kayhude bis zur Elbe beträgt etwa 37 km.
Ab der Mündung der Alster in die Elbe setzt sich der Wanderweg als Elbuferwanderweg fort. Auf diesen beiden Wegen lässt sich die Hansestadt Hamburg von ihrer nördlichen bis zu ihrer westlichen Grenze durchwandern.
Das Quellgebiet der Alster und die umliegenden Moore stehen unter Naturschutz, daher verläuft der Weg von der Quelle bis Lemsahl-Mellingstedt nicht direkt am Fluss entlang. (Der östliche Zweig des Weges, der nicht an der Quelle beginnt, folgt dem Fluss ab Kayhude.) Der größte Teil der Strecke führt direkt an der Alster entlang und ist auch mit dem Fahrrad ausgezeichnet befahrbar, insbesondere der Abschnitt im Alstertal bis Hamburg-Ohlsdorf. Anschließend erschweren Treppen und kurze Abschnitte direkt an der Straße das Befahren. Der Wanderweg führt direkt in die Hamburger Innenstadt. Man kann bis zu den Landungsbrücken weiter wandern.

## Bedeutung der Abkürzungen auf den Markierungen

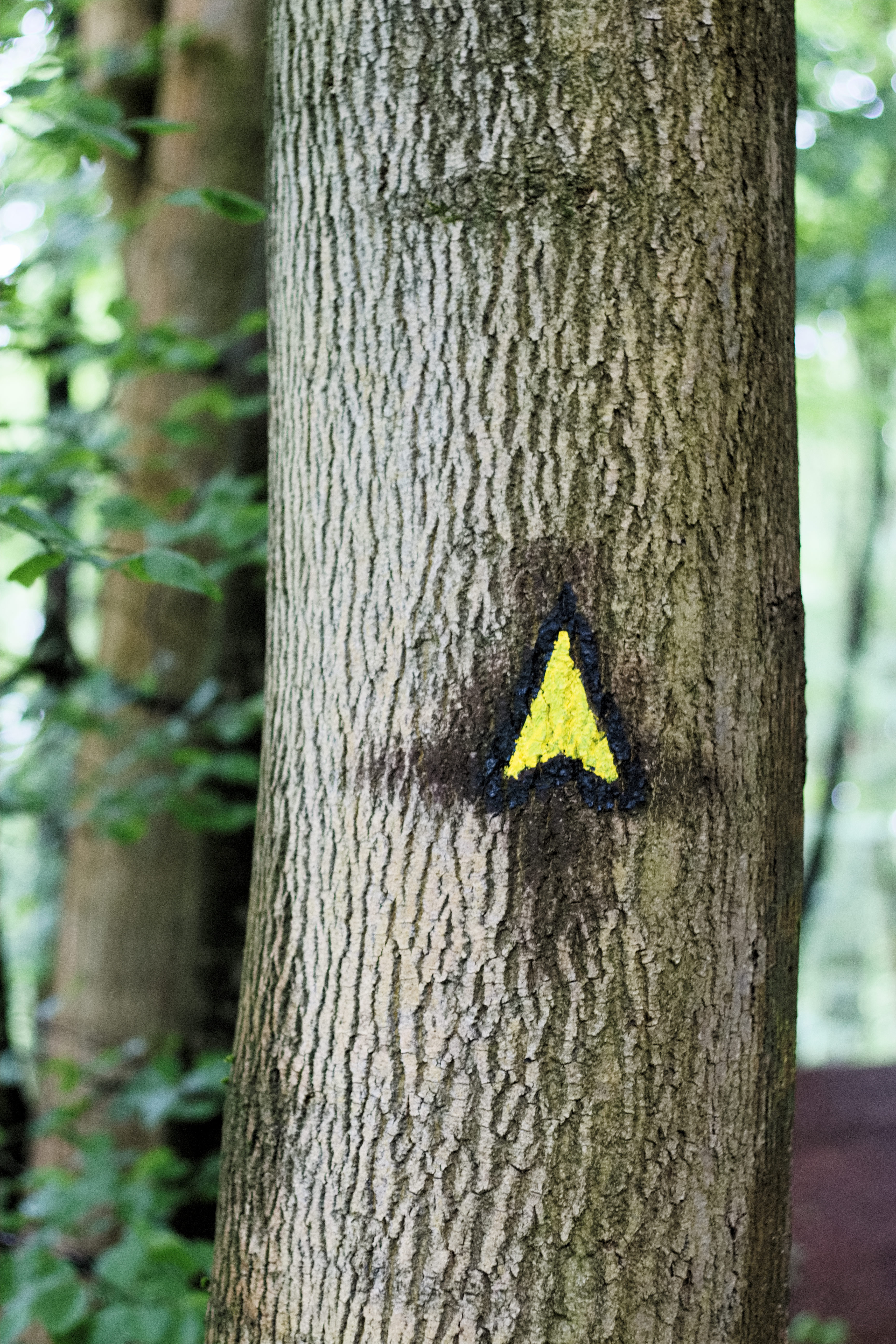
Wegmarkierung zwischen Poppenbüttel und Ohlsdorf

| AQ | Alsterquelle |
| K  | Kayhude      |
| P  | Poppenbüttel |
| O  | Ohlsdorf     |
| H  | Hafen        |